# 宗功攀·吉迪特拉恭
宗功攀·吉迪特拉恭（1993年3月1日—），泰國女子羽毛球運動員，專長雙打項目。

## 簡歷
2013年4月，宗功攀·吉迪特拉恭分别與罗乍那·楚他汶迪恭以及帕迪帕特·查拉查勒姆出戰樂魚羽毛球國際系列賽。在女双决赛中以0比2（17-21、10-21）不敌赛会2号种子、队友的娜丽莎帕·拉姆/普蒂塔·素帕猜恭。而混双方面，表现出色以2比0（21-12、21-11）横扫队友的万纳瓦·安布苏万/罗乍那·楚他汶迪恭，赢得冠军。
2014年9月，宗功攀·吉迪特拉恭與拉温达·巴宗哉出戰印尼羽毛球大師賽，在準决赛中以0比2（17-21、18-21）不敌赛会3号种子、东道主的申迪·普斯帕·伊拉瓦蒂/维塔·玛丽莎。
2015年1月，宗功攀·吉迪特拉恭與拉温达·巴宗哉出戰泰國羽毛球國際挑戰賽，在準决赛中以0比2（16-21、10-21）不敌韩国的蔡侑玎/金志垣。同年8月，她與拉温达·巴宗哉出戰越南羽毛球大獎賽，在决赛中以2比0（21-14、21-12）横扫赛会8号种子、印尼的苏琪·里基·安迪妮/马雷塔·德亚·乔瓦尼，赢得俩人合作以来的第一个冠军。接着9月，她與拉温达·巴宗哉出戰哈爾科夫羽毛球國際賽，在决赛中2比0（21-18、21-15）完胜了赛会头号种子、英格兰的希瑟·奥利弗/劳伦·史密斯。随后9月，俩人出戰雪梨羽毛球國際賽，在决赛中以2比0（21-13、21-9）轻取澳大利亚的塞特亚纳·玛帕萨/格罗娅·萨莫维尔，赢得第二个国际挑战赛冠军。
2016年3月，宗功攀·吉迪特拉恭與拉温达·巴宗哉出戰瑞士羽毛球黃金大獎賽，在準决赛中以0比2（12-21、14-21）不敌赛会5号种子、日本的松尾靜香/內藤真實。同年9月，她與拉温达·巴宗哉出戰印尼羽毛球大師賽，在决赛中以0比2（18-21、20-22）不敌赛会4号种子、韩国的蔡侑玎/金昭映。年尾10月，她與拉温达·巴宗哉出戰泰國羽毛球黃金大獎賽，在决赛中以2比0（21-12、21-17）击败了赛会5号种子、日本的松本麻佑/永原和可那，夺得本土赛事的冠军。
2017年1月，宗功攀·吉迪特拉恭與拉温达·巴宗哉出戰馬來西亞羽毛球大師賽，在决赛中以2比0（21-17、21-9）横扫香港的潘樂恩/謝影雪，赢得开门红。同年10月，她與拉温达·巴宗哉出戰碧特博格羽毛球黃金大獎賽，在决赛中以2比0（21-16、21-9）拿下日本的荒木茜羽/松田蒼，赢得冠军。
2018年1月头，宗功攀·吉迪特拉恭分别與拉温达·巴宗哉以及尼迪蓬·潘普佩克出戰泰國羽毛球大師賽。在女双决赛中，以2比0（21-19、21-17）击退了赛会2号种子、印尼的英吉娅·西塔·阿凡达/尼·克图特·马哈德维·伊斯特拉尼，赢得冠军。而混双方面，恶战三局以1比2（15-21、21-14、16-21）不敌赛会5号种子、奥运亚军的陳炳順/吳柳螢，错失了双冠的机会。同年1月尾，她與拉温达·巴宗哉出戰印度羽毛球公開賽，在决赛中以0比2（18-21、15-21）不敌赛会3号种子、印尼新老的格雷西娅·波利/阿普里亚尼·拉哈育。

### 大运会15
2015年7月，宗功攀·吉迪特拉恭代表泰國Kasem Bundit University出戰韓國光州市舉行的世界大學生運動會羽毛球比賽，贏得混合團體銅牌。

## 主要比賽成績
只列出曾進入準決賽的國際賽事成績：
| 年份   | 賽事                     | 公開賽級別 | 項目     | 拍檔                | 成績   |
| ------ | ------------------------ | ---------- | -------- | ------------------- | ------ |
| 2013年 | 樂魚羽毛球國際系列賽     | 國際系列賽 | 女子雙打 | 罗乍那·楚他汶迪恭   | 亞軍   |
| 2013年 | 樂魚羽毛球國際系列賽     | 國際系列賽 | 混合雙打 | 帕迪帕特·查拉查勒姆 | 冠軍   |
| 2014年 | 斯里蘭卡羽毛球國際賽     | 國際挑戰賽 | 女子雙打 | 拉温达·巴宗哉       | 準決賽 |
| 2014年 | 印尼羽毛球大師賽         | 黃金大獎賽 | 女子雙打 | 拉温达·巴宗哉       | 準決賽 |
| 2015年 | 泰國羽毛球國際挑戰賽     | 國際挑戰賽 | 女子雙打 | 拉温达·巴宗哉       | 準決賽 |
| 2015年 | 東南亞運動會羽毛球比賽   | 其他       | 女子團體 | －                  | 金牌   |
| 2015年 | 世界大學運動會羽毛球比賽 | 其他       | 混合團體 | －                  | 銅牌   |
| 2015年 | 越南羽毛球大獎賽         | 大獎賽     | 女子雙打 | 拉温达·巴宗哉       | 冠軍   |
| 2015年 | 哈爾科夫羽毛球國際賽     | 國際挑戰賽 | 女子雙打 | 拉温达·巴宗哉       | 冠軍   |
| 2015年 | 雪梨羽毛球國際賽         | 國際挑戰賽 | 女子雙打 | 拉温达·巴宗哉       | 冠軍   |
| 2015年 | 碧特博格羽毛球黃金大獎賽 | 黃金大獎賽 | 女子雙打 | 拉温达·巴宗哉       | 準決賽 |
| 2016年 | 亞洲羽毛球團體錦標賽     | 其他       | 女子團體 | －                  | 季軍   |
| 2016年 | 瑞士羽毛球黃金大獎賽     | 黃金大獎賽 | 女子雙打 | 拉温达·巴宗哉       | 準決賽 |
| 2016年 | 印尼羽毛球大師賽         | 黃金大獎賽 | 女子雙打 | 拉温达·巴宗哉       | 亞軍   |
| 2016年 | 泰國羽毛球黃金大獎賽     | 黃金大獎賽 | 女子雙打 | 拉温达·巴宗哉       | 準決賽 |
| 2016年 | 碧特博格羽毛球黃金大獎賽 | 黃金大獎賽 | 女子雙打 | 拉温达·巴宗哉       | 亞軍   |
| 2017年 | 馬來西亞羽毛球大師賽     | 黃金大獎賽 | 女子雙打 | 拉温达·巴宗哉       | 冠軍   |
| 2017年 | 亞洲羽毛球混合團體錦標賽 | 其他       | 混合團體 | －                  | 季軍   |
| 2017年 | 蘇迪曼盃                 | 其他       | 混合團體 | －                  | 季軍   |
| 2017年 | 東南亞運動會羽毛球比賽   | 其他       | 女子團體 | －                  | 金牌   |
| 2017年 | 東南亞運動會羽毛球比賽   | 其他       | 女子雙打 | 拉温达·巴宗哉       | 金牌   |
| 2017年 | 碧特博格羽毛球黃金大獎賽 | 黃金大獎賽 | 女子雙打 | 拉温达·巴宗哉       | 冠軍   |
| 2017年 | 香港羽毛球超級賽         | 超級賽     | 女子雙打 | 拉温达·巴宗哉       | 準決賽 |
| 2018年 | 泰國羽毛球大師賽         | 超級300賽  | 女子雙打 | 拉温达·巴宗哉       | 冠軍   |
| 2018年 | 泰國羽毛球大師賽         | 超級300賽  | 混合雙打 | 尼迪蓬·潘普佩克     | 準決賽 |
| 2018年 | 印度羽毛球公開賽         | 超級500賽  | 女子雙打 | 拉溫達·巴宗哉       | 亞軍   |
| 2018年 | 優霸盃                   | 其他       | 女子團體 | －                  | 亞軍   |
| 2018年 | 泰國羽毛球公開賽         | 超級500賽  | 女子雙打 | 拉溫達·巴宗哉       | 準決賽 |
| 2018年 | 新加坡羽毛球公開賽       | 超級500賽  | 女子雙打 | 拉溫達·巴宗哉       | 準決賽 |
| 2018年 | 亞洲運動會羽毛球比賽     | 其他       | 女子團體 | －                  | 铜牌   |
| 2019年 | 印度羽毛球公開賽         | 超級500賽  | 女子雙打 | 拉溫達·巴宗哉       | 準決賽 |
| 2019年 | 馬來西亞羽毛球公開賽     | 超級750賽  | 女子雙打 | 拉溫達·巴宗哉       | 準決賽 |
| 2019年 | 蘇迪曼盃                 | 其他       | 混合團體 | －                  | 季軍   |
| 2019年 | 中華台北羽毛球公開賽     | 超級300賽  | 女子雙打 | 拉温达·巴宗哉       | 冠軍   |
| 2019年 | 澳門羽球公開賽           | 超級300賽  | 女子雙打 | 拉温达·巴宗哉       | 亞軍   |
| 2019年 | 東南亞運動會羽球比賽     | 其他       | 女子團體 | －                  | 金牌   |
| 2020年 | 亞洲羽毛球團體錦標賽     | 其他       | 女子團體 | －                  | 季軍   |
| 2020年 | 西班牙羽毛球大師賽       | 超級300賽  | 女子雙打 | 拉温达·巴宗哉       | 準決賽 |
| 2020年 | YONEX泰國羽毛球公開賽    | 超級1000賽 | 女子雙打 | 拉温达·巴宗哉       | 亞軍   |
| 2020年 | 世界羽聯世界巡迴賽總決賽 | 總決賽     | 女子雙打 | 拉温达·巴宗哉       | 準決賽 |
| 2021年 | 瑞士羽毛球公開賽         | 超級300賽  | 女子雙打 | 拉温达·巴宗哉       | 準決賽 |
| 2021年 | 奧爾良羽毛球大師賽       | 超級100賽  | 女子雙打 | 拉温达·巴宗哉       | 冠軍   |
| 2021年 | 優霸盃                   | 其他       | 女子團體 | －                  | 季軍   |
| 2021年 | 丹麥羽毛球公開賽         | 超級1000賽 | 女子雙打 | 拉温达·巴宗哉       | 準決賽 |
| 2021年 | 海洛羽毛球公開賽         | 超級500賽  | 女子雙打 | 拉温达·巴宗哉       | 準決賽 |
| 2021年 | 印尼羽毛球公開賽         | 超級1000賽 | 女子雙打 | 拉温达·巴宗哉       | 準決賽 |
| 2022年 | 德國羽毛球公開賽         | 超級300賽  | 女子雙打 | 拉温达·巴宗哉       | 準決賽 |
| 2022年 | 瑞士羽毛球公開賽         | 超級300賽  | 女子雙打 | 拉温达·巴宗哉       | 準決賽 |
| 2022年 | 優霸盃                   | 其他       | 女子團體 | －                  | 季軍   |
| 2022年 | 東南亞運動會羽毛球比賽   | 其他       | 女子團體 | －                  | 金牌   |
| 2022年 | 印尼羽毛球公開賽         | 超級1000賽 | 女子雙打 | 拉溫達·巴宗哉       | 準決賽 |
| 2022年 | 丹麥羽毛球公開賽         | 超級750賽  | 女子雙打 | 拉溫達·巴宗哉       | 準決賽 |
| 2022年 | 海洛羽毛球公開賽         | 超級300賽  | 女子雙打 | 拉溫達·巴宗哉       | 亞軍   |
| 2023年 | 印尼羽毛球大师赛         | 超級500賽  | 女子雙打 | 拉溫達·巴宗哉       | 準決賽 |
| 2023年 | 亞洲羽毛球錦標賽         | 其他       | 女子雙打 | 拉溫達·巴宗哉       | 季軍   |
| 2023年 | 東南亞運動會羽毛球比賽   | 其他       | 女子團體 | －                  | 金牌   |
| 2023年 | 泰國羽毛球公開賽         | 超級500賽  | 女子雙打 | 拉溫達·巴宗哉       | 準決賽 |
| 2023年 | 加拿大羽毛球公開賽       | 超級500賽  | 女子雙打 | 拉溫達·巴宗哉       | 準決賽 |
| 2023年 | 亞洲運動會羽毛球比賽     | 其他       | 女子團体 | －                  | 銅牌   |
| 2023年 | 北極羽毛球公開賽         | 超級500賽  | 女子雙打 | 拉溫達·巴宗哉       | 亞軍   |
| 2023年 | 法國羽毛球公開賽         | 超級750賽  | 女子雙打 | 拉溫達·巴宗哉       | 亞軍   |
| 2024年 | 印尼羽毛球大師賽         | 超級500賽  | 女子雙打 | 拉溫達·巴宗哉       | 準決賽 |
| 2024年 | 亞洲羽毛球團體錦標賽     | 其他       | 女子團體 | －                  | 亞軍   |
| 2024年 | 泰國羽毛球公開賽         | 超級500賽  | 女子雙打 | 拉溫達·巴宗哉       | 冠軍   |

| 2007-2017年 | 首要超級賽 | 超級賽 | 黃金大獎賽 | 大獎賽 | 國際挑戰賽 | 國際系列賽 | 未來系列賽 | 其他 |

| 2018-2026年 | 總決賽 | 超級1000賽 | 超級750賽 | 超級500賽 | 超級300賽 | 超級100賽 | 國際挑戰賽 | 國際系列賽 | 未來系列賽 | 其他 |

### 奧運會和世錦賽參賽紀錄
|          | 搭檔          | 2015 | 2016 | 2017 | 2018 | 2019 | 2020       | 2021 | 2022 | 2023 | 2024       |
| -------- | ------------- | ---- | ---- | ---- | ---- | ---- | ---------- | ---- | ---- | ---- | ---------- |
| 女子雙打 | 拉温达·巴宗哉 | 32強 | －   | －   | 8強  | 16強 | 小組第四名 | 8強  | 8強  | 8強  | 小組第三名 |